# Abhorrent (brasilianische Band)
Abhorrent war eine brasilianische Death-, Thrash-Metal- und Groove-Metal-Band aus Brasília, die 1988 gegründet wurde und sich etwa 2007 auflöste.

## Geschichte
Die Band wurde im Januar 1988 gegründet, jedoch kam es kurz nach der Veröffentlichung des Demos Horrible Slaughter zum Zerfall. Allerdings fand sich die Band schon bald wieder zusammen und bestand nun aus dem Sänger Robson Aldeoli, dem Gitarristen Fabrício Moraes, dem Bassisten Leandro Soares und dem Schlagzeuger Gabriel Teykal. In dieser Besetzung nahm die Band 1991 das Lied Blood on Your Lips auf. Im folgenden Jahr war die Gruppe auf dem Sampler Brazil Alternativo 6 zu hören. Mit dem Gitarristen Marcus Vireoli als Bassisten nahm die Band 1994 ihr erstes Album auf. Kurz danach kam der Bassist Leandro Soares hinzu und die aufgenommenen Lieder erschienen drei Jahre später als Album unter dem Namen Rage im Jahr 1996. Der Albumveröffentlichung folgte auch eine Tournee durch Großbritannien, die in Rugeley in Staffordshire begann. Als weiteres Demo erschien etwas später Live in Rage, auf dem unter anderem eine Coverversion von Slayers Reign in Blood enthalten ist. 1998 stieß Hudson André als Gitarrist hinzu und der Schlagzeuger Fabrício Cinelli wurde durch den 18-jährigen Carlos Fibrian ersetzt. Der Gitarrist Hudson André, der Schlagzeuger Carlos Fibrian und der Gitarrist Marcos Vireoli wurden während eines Autounfalls unterwegs zu einem Konzert von Metallica in São Paulo schwer verwundet. Nachdem sich die Mitglieder wieder erholt hatten, steuerten sie 1999 Coverversionen von Sepulturas Clenched Fist und Megadeths She-Wolf für ein Tribute-Album von Dwell Records bei. 2001 bestand die Besetzung, die das Album Caution! Strong Irritant einspielte, aus den Gitarristen Marcus Vireoli und Hudson André, dem Bassisten Leandro Soares und dem Schlagzeuger Carlos Fibrian. 2004 bestand sie aus dem Sänger Robson Aldeoli, dem Gitarristen Fabrício Moraes, dem Bassisten Leandro Soares und dem Schlagzeuger Gabriel Teykal. Zusammen nahmen sie ihr nächstes Album auf, das unter dem Namen Blasting bei Zenor Records erscheinen sollte. Nach Besetzungswechseln verließ jedoch Fabricio Moraes die Gruppe und wurde durch Ricardo Thomaz ersetzt. Der Posten der weiteren Gitarre wurde vom Bassisten Leandro Soares übernommen. 2007 wurde die EP Catharsys veröffentlicht. Danach kam es zur Auflösung der Band.

## Stil
Joel McIver ordnete die Band in seinem Buch Extreme Metal II dem Thrash- und Death-Metal zu. Auch Garry Sharpe-Young beschrieb die Musik in seinem Buch The A-Z of Thrash Metal als durch Thrash Metal beeinflussten Death Metal. classicthrash fiel es schwer die Musik auf Rage kurz zusammenzufassen. Insgesamt klinge man hierauf sehr schnell und agil, wobei Gemeinsamkeiten zu den Landsmännern von Restless vorhanden seien. Abhorrent klinge auf dem Album jedoch vielleicht etwas weniger trocken. Man könne der Gruppe ihren Enthusiasmus anhören, jedoch handele es sich bei den Aufnahmen bis auf wenige Ausnahmen um gewöhnlichen Standard-Thrash-Metal. thethrashmetalguide.com stellte fest, dass es sich bei dem Debütalbum um Thrash Metal handelt, wie er sonst bei Gruppen aus der San Francisco Bay Area üblicherweise zu hören ist, wobei der Gesang etwas an den von Max Cavalera erinnere. Die Musik sei schnell und aggressiv und erinnere vor allem an das Album Eternal Nightmare von Vio-lence. Das zweite Album habe hingegen kaum noch etwas mit dem Vorgänger gemein und biete modernen, groove-orientierten Post-Thrash-Metal.

## Diskografie
- 1988: Horrible Slaughter (Demo, Eigenveröffentlichung)
- 1996: Rage (Album, Eigenveröffentlichung)
- 1996: Live in Rage (Demo, Eigenveröffentlichung)
- 2001: Caution! Strong Irritant (Album, Audio Media Records)
- 2007: Catharsys (EP, Eigenveröffentlichung)